# A la amada lejana

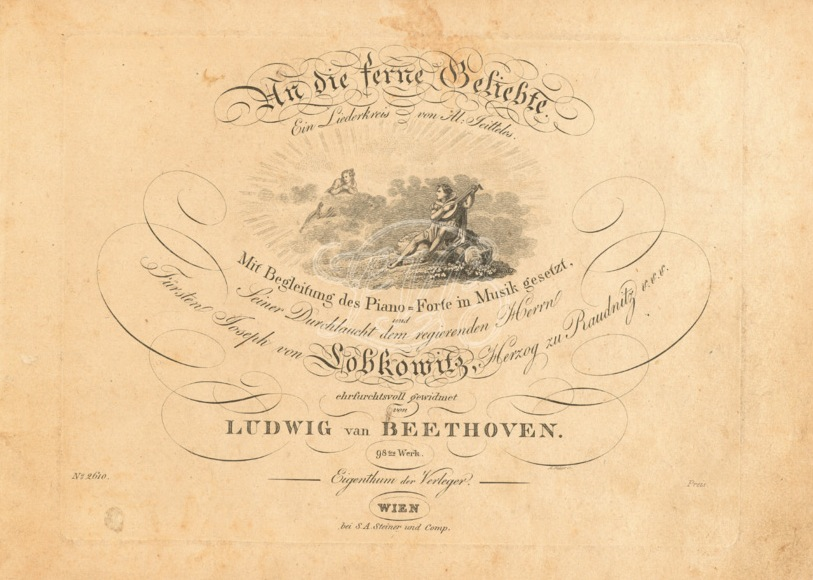
Imagen de papel que se trata de "A la amada lejana".

An die ferne Geliebte, ("A la amada lejana") opus 98 de Ludwig van Beethoven es el único ciclo de canciones que compuso el genio de Bonn y se lo considera formalmente el primer ciclo de canciones como tal. 
Data de 1816 y se basa en poemas de Aloys Jeitteles.
Entre las interpretaciones más destacadas se cuentan las del famoso barítono berlinés Dietrich Fischer Dieskau; Hermann Prey, Peter Schreier, Christoph Prégardien, Gerhard Hüsch, Thomas Hampson y Peter Pears.
Franz Liszt realizó una adaptación para piano solo

## Textos en alemán
1. Auf dem Hügel sitz ich spähend

Auf dem Hügel sitz ich spähend

In das blaue Nebelland,

Nach den fernen Triften sehend,

Wo ich dich, Geliebte, fand.

Weit bin ich von dir geschieden,

Trennend liegen Berg und Tal

Zwischen uns und unserm Frieden,

Unserm Glück und unsrer Qual.

Ach, den Blick kannst du nicht sehen,

Der zu dir so glühend eilt,

Und die Seufzer, sie verwehen

In dem Raume, der uns teilt

Will denn nichts mehr zu dir dringen,

Nichts der Liebe Bote sein?

Singen will ich, Lieder singen,

Die dir klagen meine Pein!

Denn vor Liebesklang entweichet

Jeder Raum und jede Zeit,

Und ein liebend Herz erreichet

Was ein liebend Herz geweiht!

2. Wo die Berge so blau

Wo die Berge so blau

Aus dem nebligen Grau

Schauen herein,

Wo die Sonne verglüht,

Wo die Wolke umzieht,

Möchte ich sein!

Dort im ruhigen Tal

Schweigen Schmerzen und Qual

Wo im Gestein

Still die Primel dort sinnt,

Weht so leise der Wind,

Möchte ich sein!

Hin zum sinnigen Wald

Drängt mich Liebesgewalt,

Innere Pein

Ach, mich zög's nicht von hier,

Könnt ich, Traute, bei dir

Ewiglich sein!

3. Leichte Segler in den Höhen

Leichte Segler in den Höhen,

Und du, Bächlein klein und schmal,

Könnt mein Liebchen ihr erspähen,

Grüßt sie mir viel tausendmal.

Seht ihr, Wolken, sie dann gehen

Sinnend in dem stillen Tal,

Laßt mein Bild vor ihr entstehen

In dem luft'gen Himmelssaal.

Wird sie an den Büschen stehen

Die nun herbstlich falb und kahl.

Klagt ihr, wie mir ist geschehen,

Klagt ihr, Vöglein, meine Qual.

Stille Weste, bringt im Wehen

Hin zu meiner Herzenswahl

Meine Seufzer, die vergehen

Wie der Sonne letzter Strahl.

Flüstr' ihr zu mein Liebesflehen,

Laß sie, Bächlein klein und schmal,

Treu in deinen Wogen sehen

Meine Tränen ohne Zahl!

4. Diese Wolken in den Höhen

Diese Wolken in den Höhen,

Dieser Vöglein muntrer Zug,

Werden dich, o Huldin, sehen.

Nehmt mich mit im leichten Flug!

Diese Weste werden spielen

Scherzend dir um Wang' und Brust,

In den seidnen Locken wühlen.

Teilt ich mit euch diese Lust!

Hin zu dir von jenen Hügeln

Emsig dieses Bächlein eilt.

Wird ihr Bild sich in dir spiegeln,

Fließ zurück dann unverweilt!

5. Es kehret der Maien, es blühet die Au

Es kehret der Maien, es blühet die Au,

Die Lüfte, sie wehen so milde, so lau,

Geschwätzig die Bäche nun rinnen.

Die Schwalbe, die kehret zum wirtlichen Dach,

Sie baut sich so emsig ihr bräutlich Gemach,

Die Liebe soll wohnen da drinnen.

Sie bringt sich geschäftig von kreuz und von quer

Manch weicheres Stück zu dem Brautbett hieher,

Manch wärmendes Stück für die Kleinen

Nun wohnen die Gatten beisammen so treu,

Was Winter geschieden, verband nun der Mai,

Was liebet, das weiß er zu einen.

Es kehret der Maien, es blühet die Au.

Die Lüfte, sie wehen so milde, so lau.

Nur ich kann nicht ziehen von hinnen.

Wenn alles, was liebet, der Frühling vereint,

Nur unserer Liebe kein Frühling erscheint,

Und Tränen sind all ihr Gewinnen.

6. Nimm sie hin denn, diese Lieder

Nimm sie hin denn, diese Lieder,

Die ich dir, Geliebte, sang,

Singe sie dann abends wieder

Zu der Laute süßem Klang.

Wenn das Dämmrungsrot dann zieht

Nach dem stillen blauen See,

Und sein letzter Strahl verglühet

Hinter jener Bergeshöh;

Und du singst, was ich gesungen,

Was mir aus der vollen Brust

Ohne Kunstgepräng erklungen,

Nur der Sehnsucht sich bewußt:

Dann vor diesen Liedern weichet

Was geschieden uns so weit,

Und ein liebend Herz erreichet

Was ein liebend Herz geweiht.